# Петао није запевао
„Петао није запевао” је југословенски ТВ филм из 1974. године. Режирао га је Бранко Плеша а сценарио су написали Иван Дончевић и Милан Јелић

## Улоге
| Глумац              | Улога |
| ------------------- | ----- |
| Мирко Буловић       |       |
| Адем Чејван         |       |
| Добрила Ћирковић    |       |
| Маја Димитријевић   |       |
| Радмила Ђурђевић    |       |
| Драган Максимовић   |       |
| Бранко Плеша        |       |
| Миодраг Радовановић |       |